# 학살의 천사
《학살의 천사》(El Angel Exterminador, The Exterminating Angel)는 멕시코에서 제작된 루이스 부뉴엘 감독의 1962년 드라마, 공포, 전쟁, 미스터리 영화이다. 실비아 피날 등이 주연으로 출연하였고 구스타보 알라트리스테 등이 제작에 참여하였다.

## 출연

### 주연
- 실비아 피날
- 자크린 안데르

### 조연
- 호세 바비에라
- 어구스토 베네디코
- 루이스 베리스타인
- 안토니오 브라보
- 클로디오 브룩

## 기타
- 미술: 지저스 브라코
- 의상: 조르젯 소모하노